# Oland (Duits waddeneiland)
Oland is een eiland in de Noord-Friese Waddenzee. Het is een van de Halligen. Dit betekent dat het eiland geen zeewering heeft; in plaats daarvan staat de bebouwing op een terp. Bij extreem hoge waterstanden loopt het eiland aldus vrijwel geheel onder. Oland maakt deel uit van de gemeente Langeneß. Het hele eiland meet ongeveer 2 kilometer bij 500 meter.

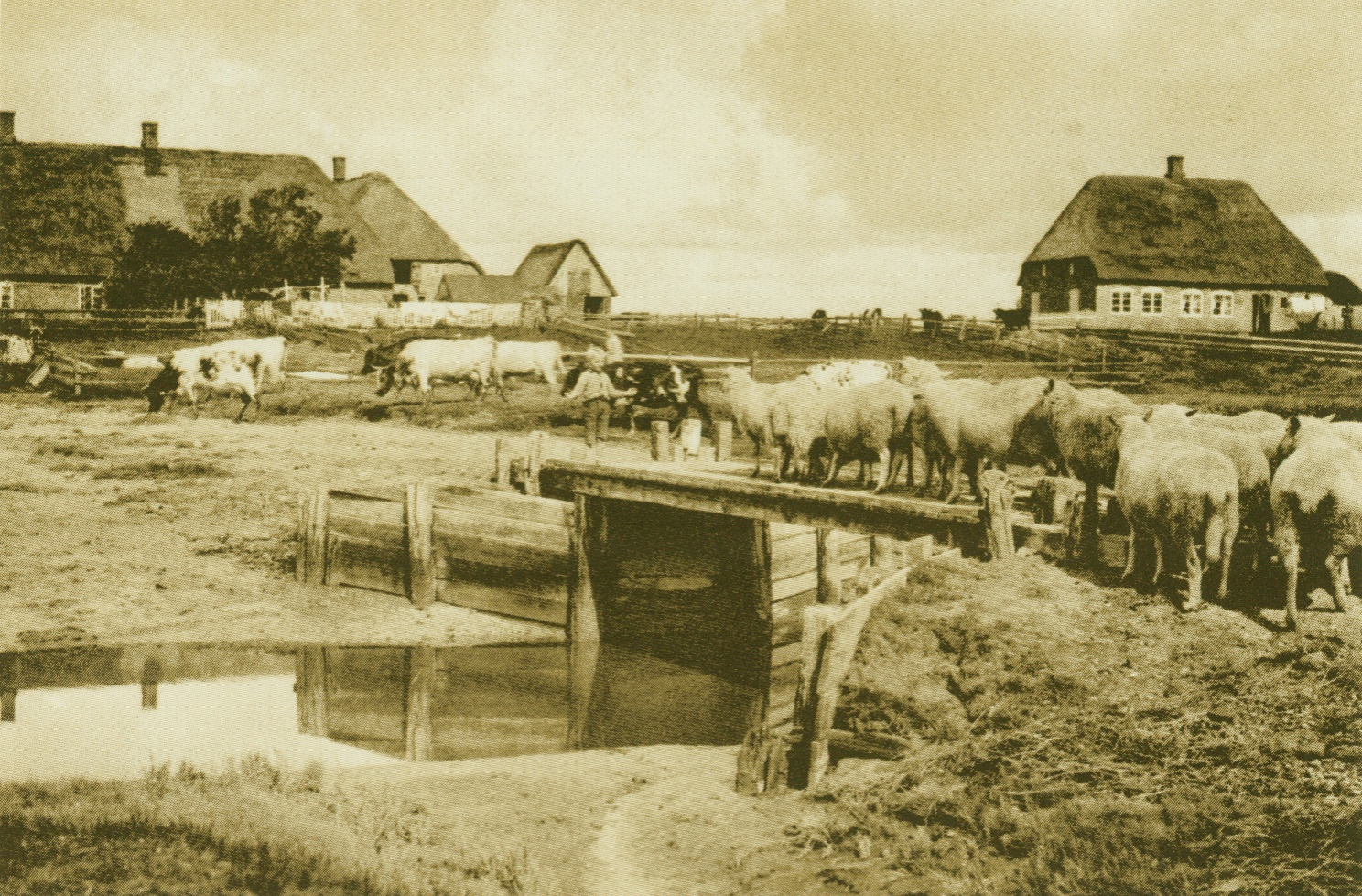
Oland in 1895

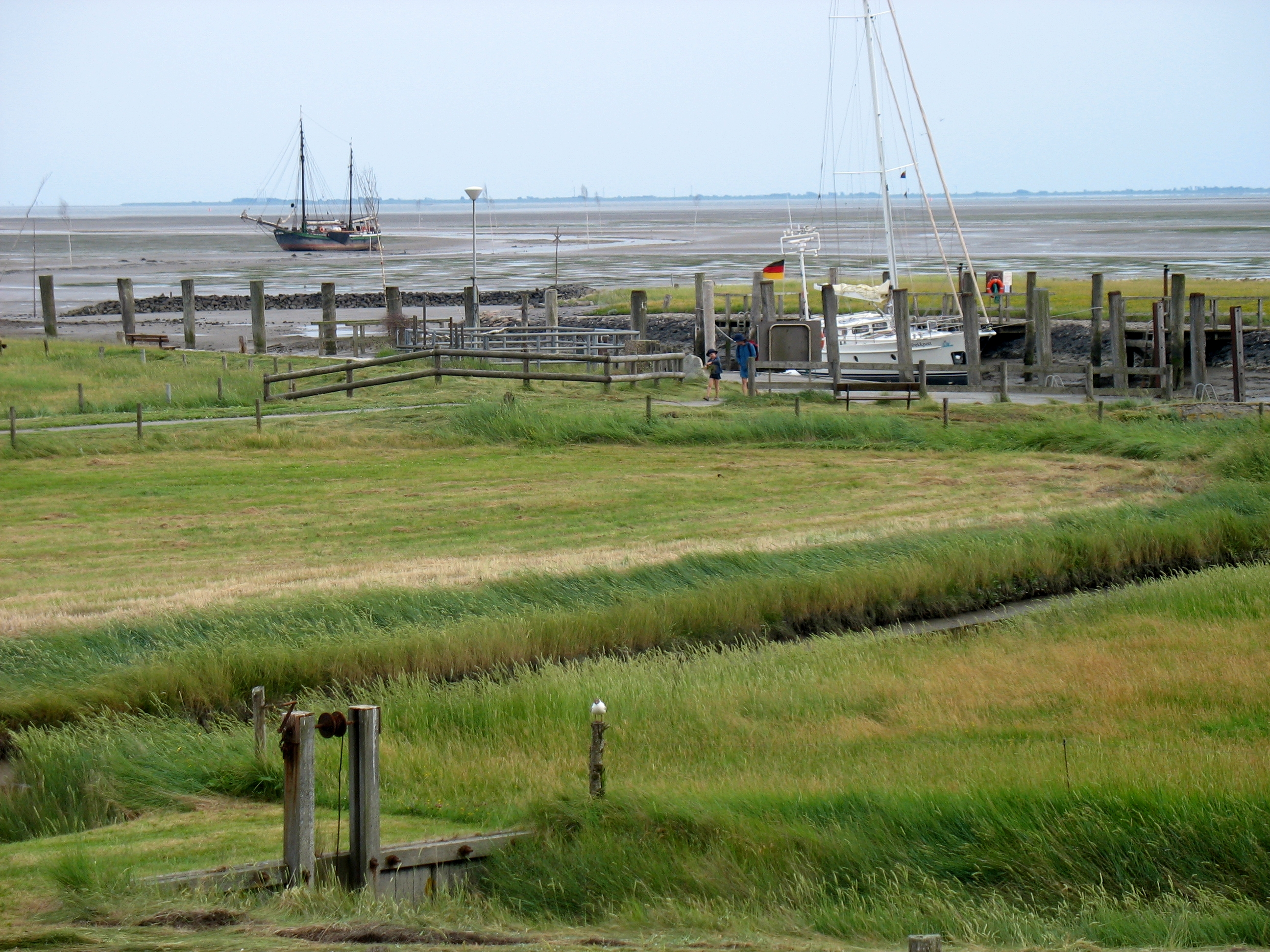
Haven van Oland

Oland neemt onder de Halligen een bijzondere positie in, omdat er één centrale terp is waarop een compleet dorpje gebouwd is. Centraal ligt de Fehting, een kegelvormige vijver die als zoetwaterbekken voor het vee dienstdoet. Het dorpje heeft een school, een kerk, een café, een gemeentehuis met bibliotheek en een winkel. Een andere bijzonderheid is de kleine vuurtoren, als enige ter wereld met een rieten dak.
Oland was reeds vóór de Marcellusvloed van 1362 een eiland. Het was toen één met Langeneß en door een smalle stroom van het vasteland gescheiden. Pas met de verwoestende Burchardivloed van 1634 raakte het los van Langeneß. Hierna hebben de stormvloeden van 1717 en 1825 veel schade aangericht.

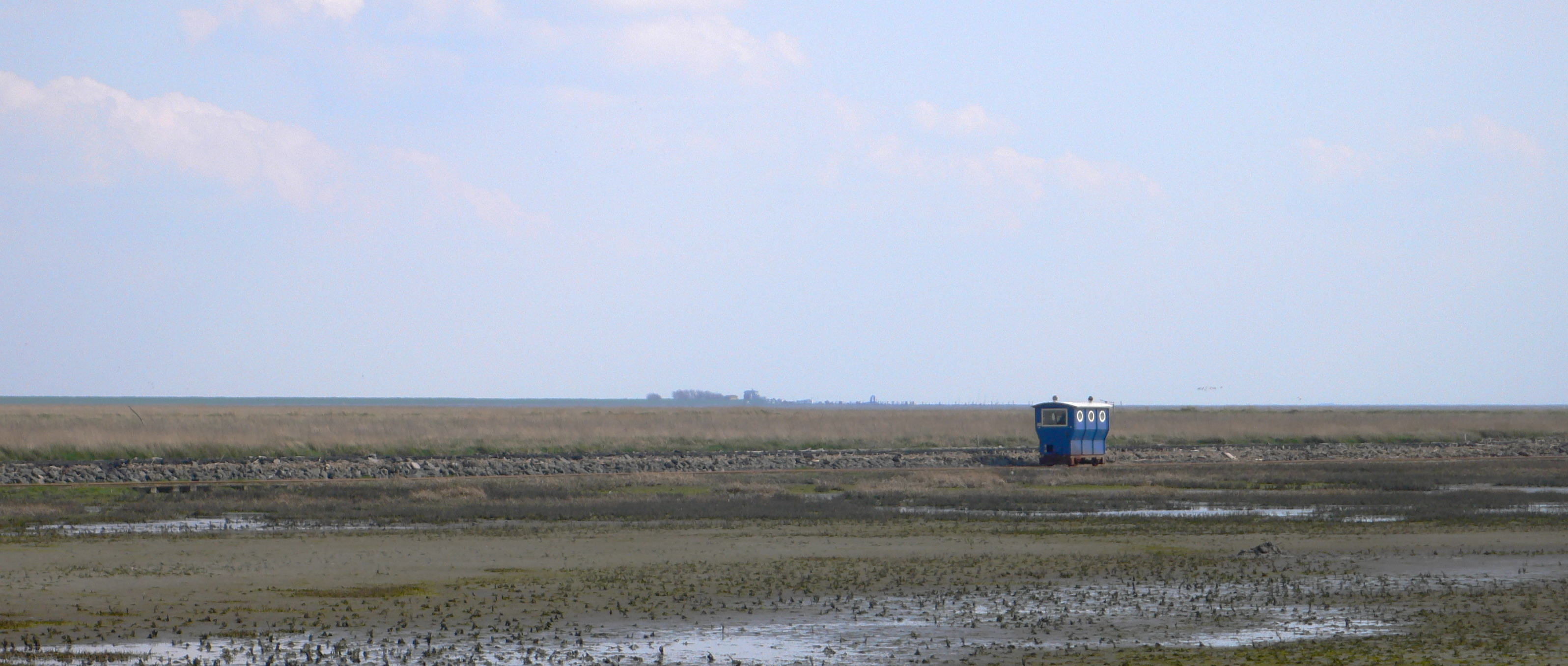
Een draisine rijdt richting Oland

Sinds 1927 zijn Oland en Langeness middels een dam met smalspoorbaan verbonden met het vasteland. Aanvankelijk werden de lorries op deze spoorbaan door zeilen aangedreven, later is men overgestapt op kleine verbrandingsmotoren.
Daarnaast beschikt Oland over een kleine haven. Ondiep stekende schepen kunnen ongeveer tussen drie uur voor en drie uur na hoogwater deze haven invaren, in de overige tijd ligt de toegangsgeul vrijwel droog.
- Gemeinsame Normdatei: 4408328-2
- Virtual International Authority File: 10146153035305250675